# Ялинка (Люблінське воєводство)
Яли́нка (пол. Jelinka) — присілок села Седлисько у Польщі, розташоване в Люблінському воєводстві Томашовського повіту, ґміни Любича-Королівська.